# Zeilgalerie

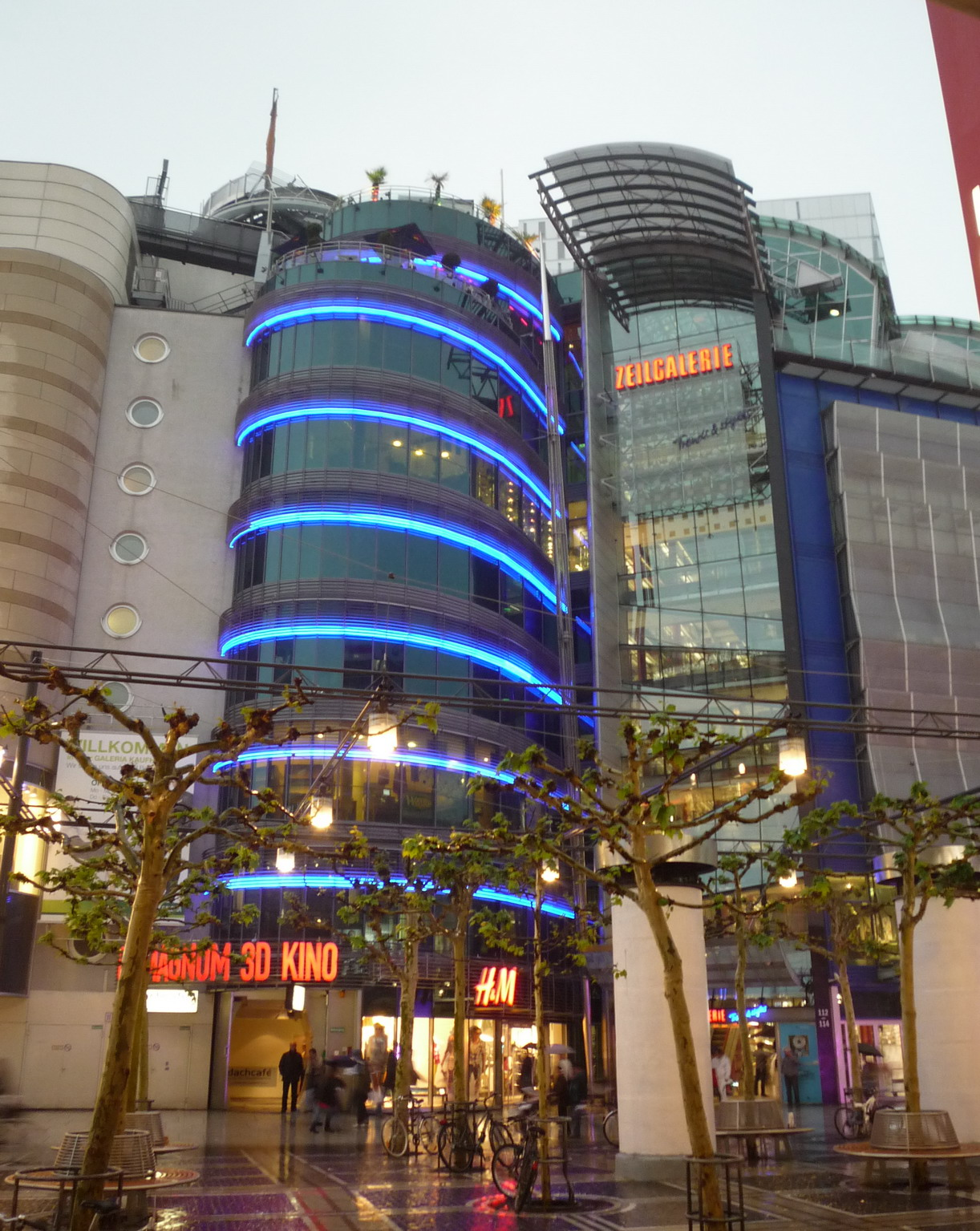
Eingang und alte Fassade (2010)

Die Zeilgalerie war ein im September 1992 eröffnetes Einkaufszentrum auf der Einkaufsstraße Zeil in Frankfurt am Main. Unter dem Namen Les Facettes galt es als eines der Prestigeobjekte des in Konkurs gegangenen Bauunternehmers Jürgen Schneider. Im Juli 2016 begann der im Mai 2015 angekündigte Abriss des Einkaufszentrums, welches durch den Neubau UpperZeil ersetzt wurde.

## Architektur
Das Gebäude wurde von dem Architekturbüro Kramm + Strigl geplant. Das überdachte Einkaufszentrum war in einer schmalen Baulücke zwischen Kaufhäusern errichtet worden. Dominierendes Element der aufwendigen Glas- und Stahlkonstruktion war der zentral gelegene, langgezogene Innenhof, der durch offene Rolltreppen und zwei gläserne Aufzüge ausgefüllt wurde. Um den Innenhof der auch als Vertikalpassage bezeichneten Zeilgalerie wand sich der Fußweg mit den insgesamt 52 anliegenden Geschäften spiralförmig nach oben. Auf den oberen Etagen befand sich eine Außenterrasse, die den Besuchern einen (kostenlosen) Blick über die Mainmetropole gewährte. Im Untergeschoss und über das Dach bestand eine Verbindung zur benachbarten Galeria Kaufhof.

## Geschichte

### Bauplatz
Im Jahre 1936 ließ sich das Bekleidungshaus Peek & Cloppenburg in zwei nebeneinanderliegenden Gebäuden auf der Zeil nieder. Das im Krieg teilweise zerstörte Gebäude wurde 1955 sechsstöckig umgebaut. Da das kleine, zwischen Postamt und Kaufhof liegende Geschäft nicht mehr ausreichte, gab Peek & Cloppenburg diesen Standort auf und 1990 wurde mit dem Abriss Platz für die Zeilgalerie geschaffen.

### Bauherr
Geplant und gebaut wurde die Zeilgalerie von dem Bauunternehmer Jürgen Schneider, der über dubiose Gutachten Kredite in Höhe von 415 Millionen Euro für den Bau erschwindelt hatte. Schneider ließ seinen Bauzeichner die Pläne fälschen und konnte so die Deutsche Bank damals glauben machen, die Zeilgalerie verfüge über 22.000 m² statt der auf dem Bauschild öffentlich ausgewiesenen 9.000 m² Verkaufsfläche. Außerdem täuschte er über die zu erwartende Auslastung, indem er 30 Mieter erfand, mit denen er bereits Verträge unterzeichnet haben wollte. Kurz vor der endgültigen Fertigstellung der bereits eröffneten Zeilgalerie wurde Schneider jedoch zahlungsunfähig und die Handwerker mussten um ihre Bezahlung bangen. 

### Bauänderungen

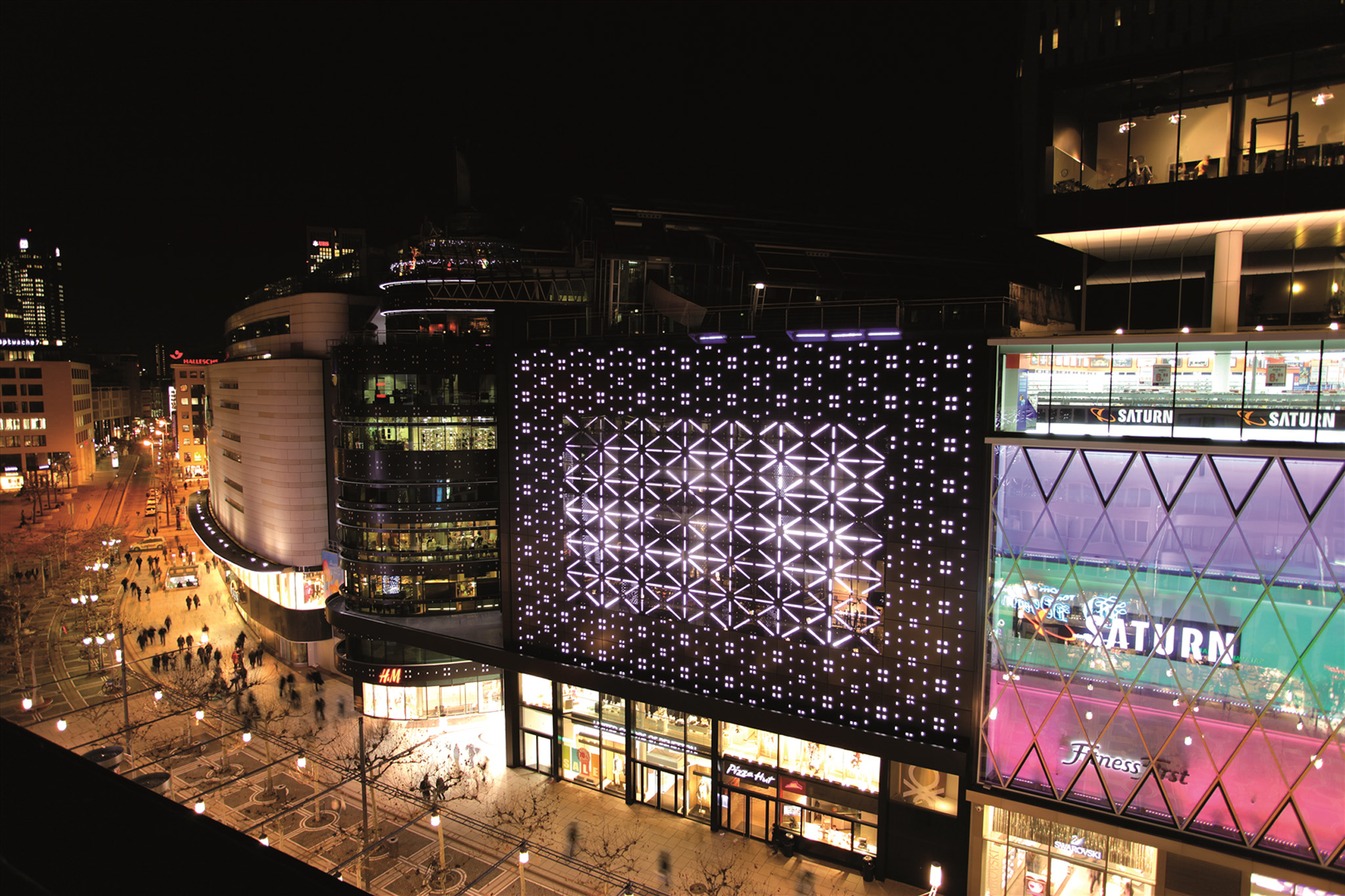
Neue Medienfassade der Zeilgalerie bei Nacht (2011)

In der 1992 eröffneten Zeilgalerie gab es lediglich eine im Innenhof liegende Rolltreppe, die – mit Zwischenabsätzen – nach oben führte, wodurch die Besucher gezwungen waren, auf dem Weg zum Ausgang den langen, um den Innenhof liegenden, spiralförmigen Weg, der an allen Geschäften vorbeiführte, zu nehmen. Erst 1997 wurde eine nach unten führende Rolltreppe eingebaut, wodurch die lichte Galerie an Wirkung verlor. Die Brunnenanlagen im Untergeschoss wurden seit Jahren nicht mehr betrieben und lagen still. Auf Ebene 7 unterhielt bis 1995 der private Radiosender Radio RPR ein gläsernes Außenstudio, das später abgerissen und durch eine Ladenfläche ersetzt wurde. In den späten 1990er Jahren wurde auf dem Dach der Zeilgalerie ein großes IMAX-Kino gebaut, in dem unter anderem 3D-Filme gezeigt wurden. Das Kino ging in die Insolvenz; auch ein später eröffnetes Premierenkino schloss nach kurzer Zeit wieder. Nach dreijährigem Leerstand übernahm im Jahr 2007 ein 3D-Kino mit digitaler Projektion, das Cinemagnum, die Räume. Es spielte bis zum April 2012. Nach umfangreichen Umbauten und einer Reduzierung der Sitzplätze eröffnete schließlich im Dezember 2012 die Astor Film Lounge, ein Luxuskino mit besonderem Service.
Von Sommer 2010 bis Herbst 2011 wurde die Zeilgalerie vollständig umgebaut. Der neue Eigentümer, die IFM Immobilien AG, hatte für den Ankauf und die Umbaumaßnahmen ein Investitionsvolumen von rund 61 Millionen Euro vorgesehen. Verantwortlich für die Gestaltung war das Wiesbadener Designbüro 3deluxe. Der Umbau fand während des laufenden Betriebs statt. Die Außenfassade und die 260 Quadratmeter große Videowand mit rund 14.000 Leuchtdioden wurden im November 2010 fertiggestellt. Die Umgestaltung im Inneren dauerte bis Herbst 2011 an. In diesem Rahmen wurde auch die Vermietung der Nutzflächen neu geplant.
Eigentümer der Zeilgalerie war die RFR Holding, die das Objekt 2014 von der IFM Immobilien AG erwarb.

### Schließung und Abriss

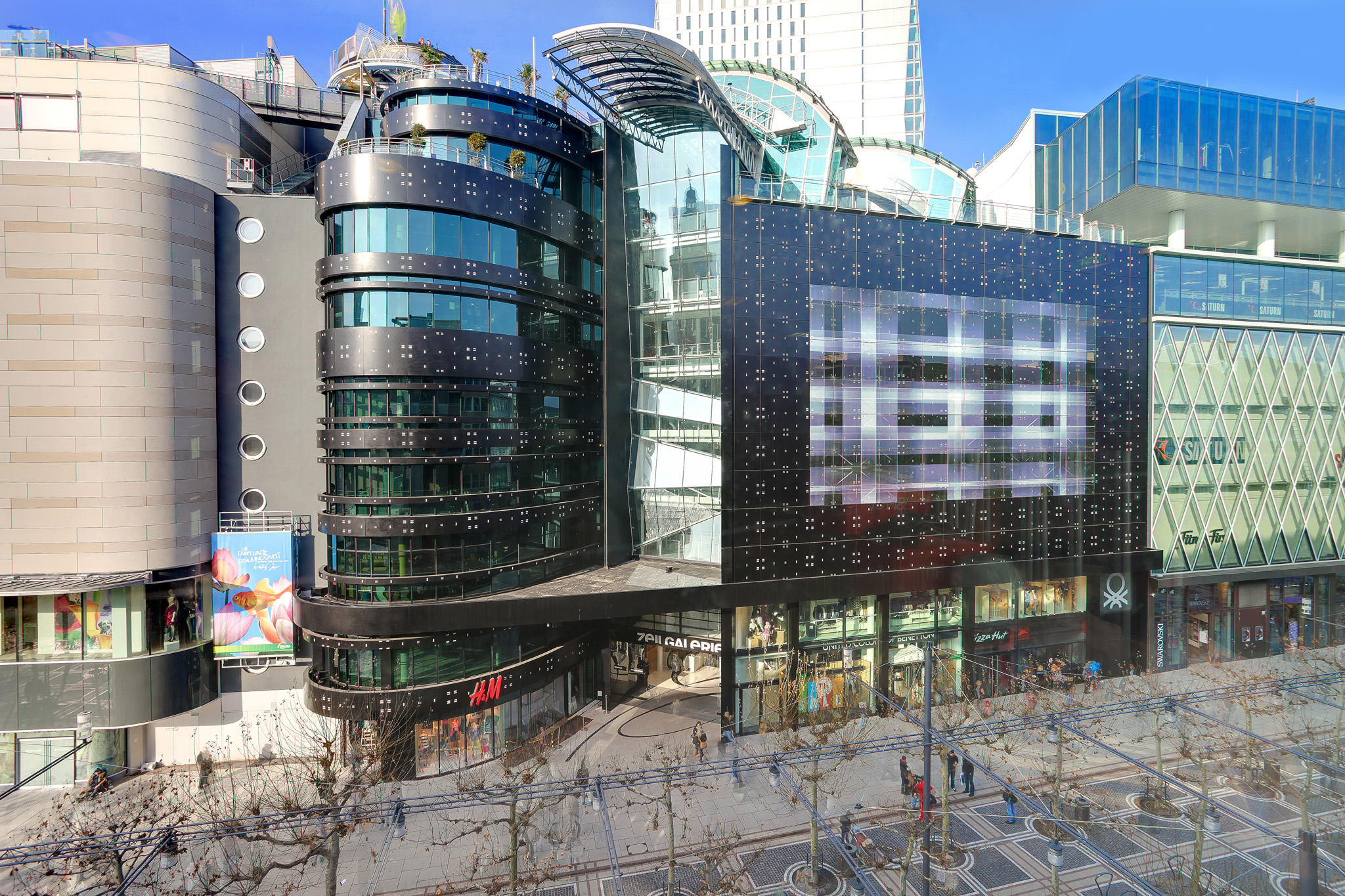
Neue Medienfassade der Zeilgalerie bei Tag (2011)

Im Mai 2015 wurde bekannt gegeben, dass die Zeilgalerie geschlossen und abgerissen wird. Als Ursache wurde der hohe Leerstand angegeben, verursacht auch durch den ungünstigen Zuschnitt des Gebäudes und die hohen Betriebskosten durch zahlreiche Rolltreppen und Aufzüge im Verhältnis zur nicht besonders großen vermietbaren Fläche. Während die Gastronomie im Untergeschoss und die Geschäfte vom Erdgeschoss bis zum 2. oder 3. Stock recht gut frequentiert wurden, kamen in die oberen Etagen in den letzten Jahren kaum noch Kunden. Bei Mieten bis zu 280 EUR pro Quadratmeter konnte sich dies kein Gewerbetreibender lange leisten. Der Leerstand vor Ankündigung der Schließung betrug bis zu 50 %, so dass die Zeilgalerie als totes Einkaufszentrum (Dead Mall) bezeichnet werden konnte. 
Im Juli 2016 begannen die Abrissarbeiten. Auf dem Grundstück, in der Flucht zwischen Galeria Kaufhof und MyZeil, entstand das Geschäftshaus UpperZeil nach den Plänen von KSP Jürgen Engel Architekten, Frankfurt. Die oberen Geschosse werden von der benachbarten Galeria Kaufhof genutzt und sind dafür mit dem Nachbargebäude verbunden. Die Glasfassade des Objekts erstreckt sich über 45 Meter und bietet auf allen Ebenen Ein- und Ausblicke auf die Frankfurter Innenstadt und die Zeil.